# Maciej Skorża
Maciej Skorża, né le 10 janvier 1972 à Radom, est un entraîneur de football polonais.

## Biographie

### Une petite carrière de joueur amateur
Né à Radom, ville située à cent kilomètres de la capitale polonaise, Maciej Skorża joue au football dans de petits clubs de la voïvodie de Mazovie. À vingt ans, il est intégré à l'effectif du Radomiak Radom mais ne réussit pas à percer. Il étudie en parallèle à l'université des sports de Varsovie. 

### Apprend le métier d'entraîneur en tant qu'assistant
La carrière d'entraîneur de Maciej Skorża débute en 1994, au Legia Varsovie. Il s'occupe alors de la formation des jeunes. En quatre ans, il connaît la majorité des postes possibles et effectue même un stage d'automne auprès de Paweł Janas, l'entraîneur principal du Legia. Assez proche de ce dernier, Skorża le suit en équipe olympique polonaise à partir de 1997 et s'emploie à observer le jeu des équipes adverses. Un an plus tard, il accepte d'entraîner le SMS Piaseczno hors période internationale.
En 1999, lorsque Janas quitte ses fonctions de sélectionneur, Skorża part à l'Amica Wronki et travaille une nouvelle fois avec les jeunes. Il décroche avec son équipe le titre de champion de Pologne junior en 2002, puis est placé à la tête de l'équipe réserve à partir de cette année, succédant à Czesław Michniewicz. En avril 2003, après une nouvelle défaite des siens, Skorża annonce sa démission. Pour le restant de la saison, il assiste Mirosław Jabłoński au Wisla Plock, club de première division.
En mai 2003, il est rappelé par Paweł Janas, qui vient cette fois-ci de décrocher le poste principal en équipe de Pologne sénior.

### Connaît le succès partout où il passe
En juin 2004, après le départ de Stefan Majewski du poste d'entraîneur de l'Amica Wronki, Skorża est propulsé au rang d'entraîneur-manager du club, occupant toujours en parallèle son poste d'adjoint pour la Reprezentacja.
En novembre 2005, il choisit de démissionner.
Un an plus tard, Skorża accepte d'entraîner le Dyskobolia Grodzisk Wielkopolski, avec lequel il remporte lors de sa première saison la Coupe de Pologne et la Coupe de la Ligue. 
Le 13 juin 2007, il signe un contrat avec le Wisła Cracovie. Une nouvelle fois, il réussit parfaitement sa première saison, remportant le titre de champion de Pologne, performance qu'il réitère la saison suivante. Éliminé de Ligue des champions l'année suivante, le Wisła connaît quelques difficultés, et Skorża est contraint de s'en aller le 15 mars 2010.
Le 1er juin 2010, Maciej Skorża est nommé entraîneur au Legia Varsovie. Il y enrichit son palmarès avec deux coupes nationales de plus, avant de quitter le club de la capitale en mai 2012.

### Expérience exotique en Arabie saoudite
Le 26 septembre 2012, Maciej Skorża s'engage avec le club du Ettifaq FC, quatrième du dernier championnat saoudien. Il remplace le Suisse Alain Geiger, limogé pour mauvais résultats. Engagé en Coupe de l'AFC, Ettifaq est éliminé au stade des demi-finales en octobre, par le Koweït SC. En championnat, Skorża et son club sont vite détachés par les équipes de tête, et ne peuvent à côté espérer un beau parcours en Ligue des champions, étant sortis dès la phase de groupes. Finalement, pour sa première saison à l'étranger, Skorża termine à la sixième place, non qualificative pour une compétition intercontinentale. En juin 2013, il quitte le club, après avoir connu « une culture complètement différente », mais en affirmant que ce « voyage exotique était temporaire ».

### Retour en Pologne
En septembre 2014, il est nommé à la tête du Lech Poznań. Dès la première saison, il remporte le titre de champion de Pologne, puis la Supercoupe.
Mais après un début de saison 2015-2016 calamiteux, lors duquel le Lech ne totalise que cinq points après onze journées, il est limogé dès le mois d'octobre.

## Palmarès
- Vainqueur de la Coupe de Pologne : 2007, 2011, 2012
- Vainqueur de la Coupe de la Ligue polonaise : 2007
- Champion de Pologne : 2008, 2009, 2015
- Vainqueur de la Supercoupe de Pologne : 2015